# Pseudo-Xenophon
Als Pseudo-Xenophon (teils auch: „der alte Oligarch“) wird ein anonymer antiker griechischer Autor bezeichnet, der wohl im letzten Drittel des 5. Jahrhunderts v. Chr., nach 430 und vor 411 v. Chr., eine Schrift über den „Staat der Athener“ verfasst hat, die unter den Schriften Xenophons überliefert wurde, aber nicht von diesem stammt. Das Werk darf nicht mit der gleichnamigen Schrift Athenaion politeia verwechselt werden, die entweder von Aristoteles oder (wahrscheinlicher) von einem seiner Schüler verfasst wurde.

## Inhalt
Pseudo-Xenophons Schrift weist oligarchische Tendenzen auf und ist somit gegen die athenische Demokratie gerichtet, die gegen Ende des Peloponnesischen Krieges immer mehr ins Taumeln geriet (siehe oligarchischer Umsturz 411 v. Chr.). Die Entstehung der Schrift ist wohl auf diesen historischen Hintergrund zurückzuführen. Der unbekannte Autor kritisiert die athenische Demokratie dafür, dass die „gemeinen Massen“ so viel Einfluss hätten. Tatsächlich war die Möglichkeit der Einflussnahme der Adligen in Athen in dieser Zeit aber auch nur sehr beschränkt. Die Armen hätten dem Autor zufolge nur Interesse an Ämtern, die auch eine Bezahlung einbrächten. Weiterhin sei das einfache Volk ohnehin ungebildet und es gebe zu viel Bürokratie. Der Adel hingegen werde für seine Aufwendungen im Krieg nicht belohnt und habe nur die Wahl mitzumachen oder eine neue Ordnung zu errichten, die Ps.-Xenophon als eunomia (etwa: „gute Ordnung“) bezeichnet. Diese wird letztendlich vom Autor favorisiert, da eine tiefe Kluft zwischen Adel und dem demos entstanden sei. Die Schrift stellt damit einen Reflex auf Überlegungen adeliger Kreise dar, wie man das politische System Athens umgestalten könne. Es finden sich aber auch interessante Hinweise auf die Behandlungen von Metöken (Ortsfremden) und Sklaven.
Insgesamt handelt es sich, trotz der Schärfe der Sprache, um eine beachtenswerte Quelle, da der Autor durchaus einige richtige Feststellungen traf, etwa das politische System Athens dieser Zeit betreffend. So wird, bei aller Ablehnung der Demokratie, das demokratische System an sich als durchweg konsequent und richtig bewertet und die Frage aufgeworfen, ob die attische Seemacht auch mit einer anderen Regierungsform Bestand haben könnte.

## Ausgaben/Übersetzungen
- Pseudo-Xenophon: Die Verfassung der Athener. Griechisch und deutsch (= Texte zur Forschung. Bd. 100). Herausgegeben, eingeleitet und übersetzt von Gregor Weber. Wissenschaftliche Buchgesellschaft, Darmstadt 2010, ISBN 978-3-534-14320-7 (Einführung, Übersetzung, textkritische Anmerkungen und Kommentar).
- Robin Osborne: The Old Oligarch. Pseudo-Xenophon's Constitution of the Athenians (= LACTOR. Bd. 2). 2. Auflage. London Association of Classical Teachers, London 2004, ISBN 0-903625-31-8 (Einführung, Übersetzung und Kommentar).